# Dustin Hoffman
Dustin Lee Hoffman (* 8. srpna 1937 Los Angeles) je americký herec židovského původu. Získal dva Oscary pro nejlepšího herce v hlavní roli za snímky Kramerová versus Kramer a Rain Man, sedmkrát byl na něj nominován. Výrazné role dále ztvárnil například ve filmech Motýlek, Jak ukrást bizona, Absolvent, Malý velký muž, Koule, Smrtící epidemie, Všichni prezidentovi muži, Tootsie nebo Město šílenců.
Jeho filmovým debutem se v roce 1967 stal snímek Absolvent.
Dustin Hoffman se narodil jako druhý syn Harryho Hoffmana (1908–1987) a jeho manželky Lillian (1909–1982). Hoffmanovi předci byli Židé a pocházeli z Ukrajiny a Rumunska.

## Filmografie (výběr)
- 1967 – Absolvent
- 1969 – Půlnoční kovboj
- 1970 – Malý velký muž
- 1971 – Strašáci
- 1973 – Motýlek
- 1974 – Lenny
- 1976 – Maratónec
- 1976 – Všichni prezidentovi muži
- 1979 – Kramerová versus Kramer
- 1982 – Tootsie
- 1985 – Smrt obchodního cestujícího
- 1988 – Rain Man
- 1991 – Hook
- 1992 – Hrdina proti své vůli
- 1996 – Jak ukrást bizona
- 1997 – Vrtěti psem
- 1998 – Koule
- 2004 – Hledání Země Nezemě
- 2004 – Jeho fotr, to je lotr!
- 2006 – Parfém: Příběh vraha
- 2007 – Říše hraček
- 2008 – Poslední čas na lásku
- 2014 – Švec
- 2024 – Megalopolis